# Anthyllis vulneraria subsp. boscii
Anthyllide de Bosc
Espèce
Classification phylogénétique
L'Anthyllide de Bosc également appelée Anthyllide des Pyrénées  (Anthyllis vulneraria subsp. boscii) est une espèce de plantes à fleurs de la famille des Fabacées (Légumineuses) du genre des Anthyllis, sous-espèce de l'Anthyllide vulnéraire (Anthyllis vulneraria). C'est une plante herbacée endémique des Pyrénées.
Synonyme : Anthyllis vulneraria subsp. pyrenaica (G. Beck) 

## Caractéristiques
Elle produit des fleurs rosâtres, groupées en racèmes ressemblant à des capitules, au calice très poilu. On trouve cette plante de 5 à 25 cm de haut dans les endroits ensoleillés.
- Organes reproducteurs
  - Couleur dominante des fleurs : rose
  - Période de floraison : mai-août
  - Inflorescence : racème capituliforme
  - Sexualité : hermaphrodite
  - Ordre de maturation :
  - Pollinisation : entomogame
- Graine
  - Fruit : gousse
  - Dissémination : anémochore
- Habitat et répartition
  - Habitat type : pelouses aérohalines, roches calcaires sèches, sous-bois de pins
  - Aire de répartition : Pyrénées centrales.